# William Stanley Haseltine
William Stanley Haseltine (Filadélfia, 11 de junho de 1835 - Roma, 3 de fevereiro de 1900) foi um desenhista e pintor dos Estados Unidos, um dos membros da Escola do Rio Hudson e da sua derivação, a Escola Luminista.
Filho de John Haseltine, bem sucedido negociante, e de Elizabeth Shinn Haseltine, pintora amadora, William estudou na Universidade da Pensilvânia e na Universidade de Harvard, graduando-se em 1854. No ano seguinte já expunha pinturas na Pennsylvania Academy of Fine Arts, e em seguida partiu para a Europa, primeiro fixando-se em Dusseldorf, onde havia importante grupo de pintores românticos, e depois seguindo para a Suíça e Itália, estabelecendo-se em Roma em 1857.
Em 1858 já estava de volta à América, abrindo um estúdio em Nova Iorque no mesmo edifício em que trabalhavam outros membros da Escola do Rio Hudson, e reencontrando seus amigos Albert Bierstadt e Worthington Whittredge, que havia conhecido na Europa, e fazendo amizade também com Frederic Edwin Church. Nesse período fez pinturas que elaboravam os esboços que havia trazido da Europa, mas também passou a retratar as paisagens da costa leste dos Estados Unidos. Sua qualidade técnica foi elogiada e foi eleito membro da Academia Nacional de Desenho.
Em 1864 sua esposa morreu ao dar à luz, e o pintor casou novamente em 1866, mudando-se para Roma, que seria a base de várias excursões pelo continente a fim de captar suas paisagens, que se tornaram populares entre os turistas norte-americanos. No fim da vida retornou periodicamente aos Estados Unidos, fazendo uma viagem final para o oeste em 1899. Voltando a Roma, faleceu em 1900 de pneumonia. Foi sepultado no Cemitério Protestante em Roma.

## Galeria

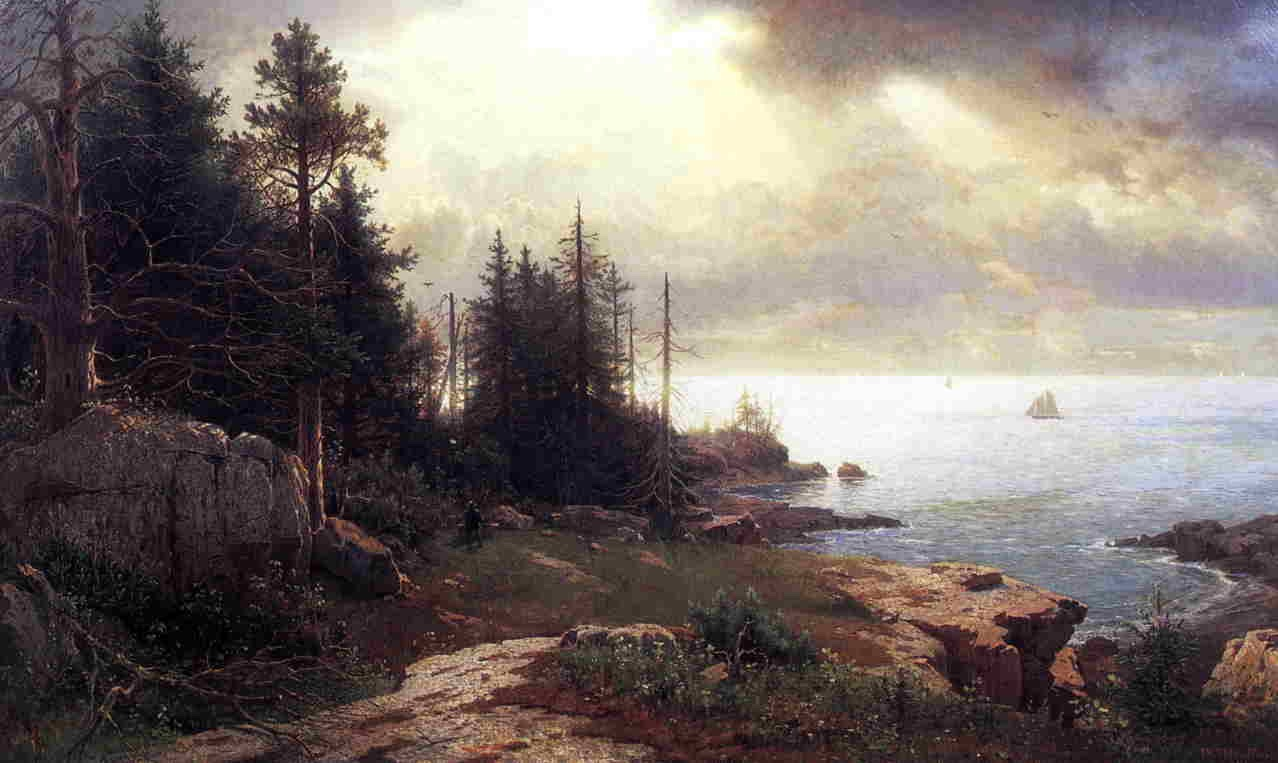
Vista do Monte Deserto